# Tusculum (Tennessee)
Tusculum es una ciudad ubicada en el condado de Greene en el estado estadounidense de Tennessee. En el Censo de 2010 tenía una población de 2.663 habitantes y una densidad poblacional de 213,89 personas por km².

## Geografía
Tusculum se encuentra ubicada en las coordenadas 36°10′30″N 82°44′43″O / 36.17500, -82.74528. Según la Oficina del Censo de los Estados Unidos, Tusculum tiene una superficie total de 12.45 km², de la cual 12.45 km² corresponden a tierra firme y (0%) 0 km² es agua.

## Demografía
Según el censo de 2010, había 2.663 personas residiendo en Tusculum. La densidad de población era de 213,89 hab./km². De los 2.663 habitantes, Tusculum estaba compuesto por el 89.56% blancos, el 5.48% eran afroamericanos, el 0.26% eran amerindios, el 1.09% eran asiáticos, el 0.04% eran isleños del Pacífico, el 2.22% eran de otras razas y el 1.35% pertenecían a dos o más razas. Del total de la población el 3.23% eran hispanos o latinos de cualquier raza.